# Margot Eskens
Margot Eskens (Düren, 12 de agosto de 1939-Carintia, 29 de julio de 2022) fue una cantante alemana de Schlager, que gozó de mucha popularidad en los años 1950 y 1960.

## Carrera
En 1954, mientras se desempeñó como asistente dental, ganó una competencia de canto de la compañía discográfica Polydor Records, donde interpretó la canción "Moulin Rouge".
Entre 1956 y 1957 lanzó dos sencillos que se ubicaron en el puesto número 1, "Tiritomba" que vendió cerca de 800 000 copias, y "Cindy oh Cindy", que fue su sencillo más exitoso, y se mantuvo 25 semanas en el Top 10 de los sencillos de Alemania. También produjo varios duetos con Silvio Francesco, hermano de Caterina Valente.
Colaboró con el cantautor y productor Kurt Feltz hasta 1961. Participó en el Deutscher Schlager-Festspiele en 1962, obteniendo el tercer lugar detrás de Conny Froboess y Siw Malmkvist. En 1966 representó a Alemania en el Festival de la Canción de Eurovisión con la canción ""Die Zeiger der Uhr" (Las agujas del reloj) y finalizó en el 10.° puesto con 7 puntos (empatada con Luxemburgo y Finlandia). Vendió 40 millones de discos desde 1956.
Después de la muerte de su esposo, y también mánager, Karl-Heinz Münchowse, se retiró de la vida pública y le diagnosticaron demencia en 2013, razón por la cual vivió en un hogar de ancianos a orillas del Wörthersee.